# Galloromanska språk
Galloromanska kallas den undergrupp av romanska språk som talades i områden med en tidigare gallisk (keltisk) befolkning, det vill säga Norditalien och Frankrike.  Hit räknas ofta katalanskan och occitanskan, även om vissa språkforskare menar att dessa språk utgör en egen occitanoromansk grupp eller placerar katalanskan bland de iberoromanska språken.
- Langues d'oïl
  - Franska
    - Zarfatiska

  - Vallonska
  - Normandiska
  - Pikardiska
- Francoprovençalska
- Occitanoromanska språk
  - Occitanska
    - Provensalska
    - Auvergnska
    - Gaskonska
      - Aranesiska

  - Katalanska
    - Valencianska
    - Baleariska
- Galloitaliska språk
  - Lombardiska
  - Piemontesiska
  - Emiliano-Romagnolo
  - Venetianska
  - Liguriska